# Renate Licht
Renate Licht (geboren 10. November 1963 in Hildburghausen) ist eine deutsche Gewerkschafterin. Seit 2011 ist sie Richterin am Thüringer Verfassungsgerichtshof.

## Ausbildung
Von 1970 bis 1980 besuchte Renate Licht die 10-klassige allgemeinbildende Oberschule. Im Anschluss absolvierte sie zwei Jahre lang eine Berufsausbildung zur Facharbeiterin für Textiltechnik und trat bereits 1980 in die Gewerkschaft Textil–Bekleidung–Leder ein.

## Beruflicher Werdegang
Von 1982 bis 1988 war Renate Licht als Facharbeiterin im VEB Netz- und Seilewerke Heidenau im Werk Hildburghausen tätig und dort Mitglied der Betriebsgewerkschaftsleitung. Zwischen 1988 und 1990 studierte sie Gesellschaftswissenschaften an der Gewerkschaftshochschule Berlin-Bernau.
Nach der Wiedervereinigung trat sie 1990 in die IG Metall über und wurde Gewerkschaftssekretärin der IG Metall-Ost in Hildburghausen. Von 1991 bis 1994 war sie Gewerkschaftssekretärin der IG Metall in der Verwaltungsstelle Saalfeld. Von 1994 bis 2002 bekleidete sie das Amt der Stellvertretenden Vorsitzenden des DGB Landesbezirkes Thüringen. Im Anschluss war sie drei Jahre lang Personalleiterin des DGB Bezirkes Hessen-Thüringen und zuständig für berufliche Bildung in Hessen.
Von 2003 bis 2005 studierte sie berufsbegleitend an der Sozialakademie Dortmund.
Nach dem Studium war übernahm sie Führungspositionen beim DGB: Bis 2009 war sie DGB–Regionsvorsitzende der Region Ostthüringen mit Sitz in Gera, von 2009 bis 2014 stellvertretende Bezirksvorsitzende des DGB–Bezirkes Hessen–Thüringen. Ende 2013 trat sie für dieses Amt nicht mehr an. Im Zuge einer Umstrukturierung wurden die bisher in der Person von Renate Licht vereinten Ämter des stellvertretenden Vorsitz und der Regionsgeschäftsführung Thüringen getrennt. Renate Licht war Landesvorsitzende ringen und Regionsvorsitzende Thüringen. Seit 2014 ist sie als Regionsgeschäftsführerin Thüringen beim DGB Hessen–Thüringen für Frauen- und Gleichstellungspolitik zuständig.
2011 wurde sie erstmals vom Landtag zum stellvertretenden Mitglied am Thüringer Verfassungsgerichtshof gewählt. 2016 endete ihre  Amtszeit. Renate Licht wurde auf Vorschlag der Partei Die Linke ein zweites Mal zur Richterin gewählt. Die Wahlperiode läuft bis 2023.
2017 wurde sie als Vertreterin der Arbeitnehmer in die Vertreterversammlung der Deutschen Rentenversicherung Mitteldeutschland für die Amtsperiode 2017 bis 2023 gewählt.
Zum 1. Juli 2020 übernahm Renate Licht den Vorsitz des Verwaltungsausschusses der Agentur für Arbeit Erfurt. Der Verwaltungsausschuss überwacht und berät die Agentur für Arbeit bei der Erfüllung ihrer gesetzlichen Aufgaben. Deshalb trägt er eine besondere regionale Verantwortung. Er setzt sich aus jeweils vier Vertretern der Arbeitnehmer, Arbeitgeber und öffentlichen Körperschaften zusammen. Der Ausschussvorsitz wechselt jährlich zwischen den Gruppen der Arbeitgeber und der Arbeitnehmer.

## Engagement
2012 war sie in der Talkshow des Mitteldeutschen Rundfunks Fakt ist! zum Thema Auf Kreuzfahrt mit Zuschussrente? – Was den Alten übrig bleibt zu Gast. Thema war das Armutsrisiko der künftigen Senioren.
2018 sprach sie sich dafür aus, das Thüringer Vergabegesetz so zu verändern, dass bei öffentlichen Aufträgen Lohn- und Sozialdumping verhindert werden können.

## Publikationen (Auswahl)
- Darstellung der gesetzlichen Neuregelung geringfügiger Beschäftigungsverhältnisse und Auswirkungen auf Beschäftigung aus Sicht der Gewerkschaften. In: Christine Christiansen (Hrsg.): Geringfügige Beschäftigung nach der Gesetzesreform : Dokumentation einer Fachtagung vom Juli 1999 / START, Struktur- und Technologieberatungsagentur für Arbeitnehmerinnen und Arbeitnehmer in Thüringen (START) e.V. ; DGB Thüringen. 1999, S. 26–39.

## Privatleben
Renate Licht ist verheiratet.